# باوشینگ
باوشینگ (به لاتین: Baoxing County) یک شهرستان در جمهوری خلق چین است که در یاان واقع شده‌است.

## خصوصیات
باوشینگ ۳٬۱۱۴ کیلومترمربع مساحت و ۵۱٬۶۳۷ نفر جمعیت دارد و ۱٬۰۱۱ متر بالاتر از سطح دریا واقع شده‌است.